# Estrangement
Estrangement (in ucraino Відчуженість) è il sesto album del gruppo musicale black metal ucraino Drudkh, pubblicato nel 2007

## Tracce
Tra parentesi è riportato il titolo in lingua inglese.
1. Самітня нескінченна тропа (Solitary Endless Path) – 10:54
2. Небо у наших ніг (Skies at Our Feet) – 10:42
3. Там, де закінчуються обрії (Where Horizons End) – 10:52
4. Тільки вітер пам'ятає моє ім'я (Only the Wind Remembers My Name) – 3:58

## Formazione
- Roman Saenko - chitarra
- Thurios - voce, tastiere
- Vlad - tastiere, batteria
- Krechet - basso